# ロジェ・デュコ

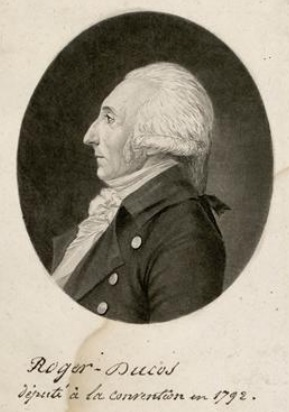
ロジェ・デュコ

ピエール・ロジェ・デュコ（仏: Pierre Roger Ducos、1747年7月25日 - 1816年3月16日）は、フランスの第一共和政から第一帝政の政治家。国民公会では議員に選出され、総裁政府では5人の総裁のひとり（ラ・ルヴェリエールの後任）となった。

## 生涯
1747年、アキテーヌのモンフォール＝アン＝シャロッスで生まれる。弁護士業に従事したのち、ランド県で選出され国民公会の議員になる。議会内の派閥では平原派に属した。1793年、ルイ16世の処遇を決定するための投票が行われ、デュコは執行猶予なしの死刑に賛成票を投じたが、その後も国民公会内で目立たなかった。
1795年、国民公会は解散され、代わりに設立した上院にあたる五百人会で、デュコは議員に当選した。彼はフリュクティドール18日のクーデターを生き抜いて治安判事になり、さらにプレリアール30日のクーデターの後、味方を増やしたい総裁ポール・バラスの思惑で総裁に指名された。
ブリュメール18日のクーデターにより総裁政府が倒され、統領政府が成立すると、臨時統領に就任した。ナポレオン・ボナパルトの第一統領就任に賛成した。この功績で護憲元老院の副議長に就任した。
その後、デュコは伯爵に叙されたが、1814年にナポレオンを裏切り、その廃位に賛成した。復古王政で引き続き政治家を務めたがったが、ルイ16世の処刑に賛成したため1816年に大逆罪で追放され、同年3月に交通事故でウルムで亡くなった。